# Boukary Kaboré
Pour les articles homonymes, voir Kaboré.
Boukary Kaboré, né le 22 mai 1950 à Poa (Bulkiemdé, Haute-Volta) et mort le 13 mai 2023 à Ouagadougou (Centre, Burkina Faso), est un homme politique et officier militaire burkinabè plus connu sous le nom de Boukary le lion ou encore le lion du Boulkiemdé. 
Compagnon d'armes de Thomas Sankara, il est l'une des figures majeures de la révolution de 1983 au Burkina Faso. 

## Biographie

### Études et enfance
Boukary Kaboré naît le 22 mai 1950 à Poa dans la province du Bulkiemdé en Haute-Volta, actuel Burkina Faso. De 1961 à 1974, il fait ses études au Prytanée militaire de Kadiogo (PMK) où il obtient le certificat d'étude primaire (CEP), le brevet d'études du premier cycle du second degré (BEPC) et le baccalauréat.

### Carrière militaire
En 1974, Boukary Kaboré rejoint l'académie militaire de Yaoundé et en sort sous-lieutenant en 1977. En 1981, il est certifié professeur d'éducation physique et sportive après une formation à l’Institut de la jeunesse et des sports de Yaoundé. Avant l'assasinat du capitaine Sankara, il est  le commandant du bataillon d'intervention aéroporté (BIA) basé à Koudougou, troisième région militaire du pays. Ce bataillon, fidèle à Thomas Sankara, a pour devise « qui ose gagne »,,. 
Il est surnommé Boukary le lion ou le lion du Boulkiemdé. Son surnom « le lion » viendrait de l'emblème de cette unité de commandos parachutistes qu'il dirigeait. Ses soldats se faisaient appeler les lionceaux. Le BIA est  dissout après la prise du pouvoir par le capitaine Blaise Compaoré en 1987.

### Carrière politique
Boukary Kaboré est à la tête du parti pour l’unité nationale et le développement (PUND),,.

### Coup d'État de 1987 et assassinat de Thomas Sankara

#### Procès Thomas Sankara
L'ex-commandant du BIA s'est illustré lors du procès de l'assassinat de Thomas Sankara et douze de ses compagnons pendant les témoignages. Il fait des révélations sur la préparation et les implications du coup d'Etat du 15 octobre 1987,.

### Mort
Boukari Kaboré est mort le 13 mai 2023 de maladie.